# 블라디미르 프로프
블라디미르 프로프(러시아어: Владимир Пропп, Vladimir Propp, 1895년 4월 17일~1970년 8월 22일)는 러시아의 민속학자이자 예술 이론가이다.
1895년 페테르부르크에서 태어났다. 1918년 페테르부르크 대학교 역사인문학부를 졸업하고, 페테르부르크의 여러 대학에서 독일어를 가르쳤으며, 1932년부터는 페테르부르크 대학교에서 강의하면서 탁월한 학문적 업적들을 남겼다. 1970년 사망했다.
그의 최초 저술은 마법담을 역사유형론적 연구에 따라 분석한 《민담 형태론》으로 1928년에 출판되었다. 그렇지만 이 책은 이후 30년 동안 소수의 일부 전문가들에게만 알려졌을 따름이었다. 1958년에 영역본이 출판되면서 《민담 형태론》은 구조 분석을 필요로 하는 다양한 분야의 연구 발전에 커다란 영향을 주게 된다. 그 외에도 《민담의 역사적 기원》을 1946년에, 1955년에는 《러시아 영웅서사시》를 출판했다.
블라미디르의 민담구조론은 민담구조론은 이후 파리 기호학파의 그레마스에 의해 계승돼 행동자 모델과 서사도식으로 발전되었다.

## 옛이야기의 형태학 (Morphology of the Folktale)
옛이야기의 구조 31가지 기능분류
1. 부재(absentation) : 가족의 일원이 안전한 집을 떠나게 됨. 떠나는 것은 주인공 혹은 나중에 주인공이 구출해야 할 가족의 다른 일원일 수도 있음. 가족의 일체성에 발생한 손상은 줄거리의 초기 갈등을 형성. 주인공은 여기서 처음 소개될 수 있으며 흔히 보통 사람으로 그려짐
2. 금지(interdiction) : 주인공에게 “거기 가지 마라” “이걸 하지 마라” 등 금지사항이 주어짐. 주인공은 어떤 행동에 대한 경고를 받음.
3. 금지의 위반(violation of interdiction) : 금지사항이 위반됨(악당이 이야기에 등장함). 이는 보통 잘못된 행동이었음이 밝혀지고 악당이 등장(여기서 꼭 주인공과 대립해야 하는 것은 아님). 우연히 등장하거나 주인공이 떠나 있는 동안 가족을 공격하기도 함.
4. 수색(reconnaissance) : 악당은 수색에 나섬(악당이 어린이나 보석 등을 찾아내려 하거나 희생자가 악당에게 질문을 던짐). 악당(보통 변장하고 있음)은 종종 적극적으로 정보를 캐내려는 행동을 함(예컨대 뭔가 중요한 것을 찾거나 누군가를 납치하려 함). 그들은 무심코 정보를 흘리는 가족의 일원에게 대화를 나누거나, 주인공을 찾아 나서거나 주인공이 뭔가 특별하다는 것을 이미 알고 있기도 함.
5. 정보입수(delivery) : 악당은 표적에 대한 정보를 획득함. 악당의 수색은 성과를 거두어 모종의 정보(대개 주인공이나 표적에 대한 것)를 획득. 지도나 보물의 위치 같은 다른 정보들이 입수될 수도 있음.
6. 모략(trickery) : 악당은 희생자의 가족이나 소유물을 뺏기 위해 희생자를 속이(거나 변장하거나 신뢰를 얻으)려고 시도. 악당은 한 술 더 떠 주인공이나 희생자를 속이려고 이미 얻은 정보를 이용하며 변장하고 나타나기도 함. 희생자를 납치하거나 주인공이 악당을 위해 뭔가를 하도록 만들거나, 악당을 친구로 생각하게 만들어 협력을 획득
7. 관여(complicity) : 희생자는 악당에게 속아 자신도 모르는 사이에 적을 돕게 됨.
8. 악행 또는 결여(villainy or lack) : 악당은 가족(마을 사람)에게 [납치, 마법물품을 훔침, 작물을 불태우고 약탈, 실종, 결혼을 강요, 아이를 바꿔치거나 주술을 거는 등] 해를 끼침. 아니면 가족의 일원은 뭔가가 결여되어 있거나 어떤 것(마법약 같은)을 필요로 하게 됨.
9. 조정(Mediation) : 불행이나 결여가 알려진다(주인공이 불려 나와 도움의 요청을 받는다. 그렇지 않으면 누명을 쓴 주인공이 멀리 떠나게 되거나 투옥에서 툴려난다)
10. 「주인공의 동의」 : 주인공은 대항행동을 하는 데에 동의하거나 대항할 것을 결심한다.
11. 「주인공의 출발」 : 주인공은 집을 떠난다. 이 때 새로운 인물이 등장하여 주인공에게 어떤 마법적인 수단을 받게 된다.
12. 「마법의 수여자에게 시험받는 주인공(증여자의 제1기능)」 : 주인공은 시험을 당하거나 심문을 받거나 공격당한다. 이로써 마법의 수단이나 원조자를 얻게 된다. 도중에 곤경에 처한 사람이 도움을 청하기도 한다.
13. 「주인공의 반응」
14. 「마법의 수단의 제공/획득」
15. 「주인공의 이동」
16. 「주인공의 적대자의 쟁투 또는 난제」
17. 「노림을 받는 주인공」
18. 「적대자에 대한 승리」
19. 「발단의 불행 또는 결여의 해소」
20. 「주인공의 귀환」
21. 「추적받는 주인공」
22. 「주인공의 구출」
23. 「주인공이 신분을 숨기고 집에 돌아옴」
24. 「가짜 주인공의 주장」
25. 「주인공에게 난제가 주어짐」
26. 「난제의 실행」
27. 「주인공이 재확인됨」
28. 「가짜 주인공 혹은 적대자의 가면이 벗겨짐」
29. 「주인공의 새로운 변신」
30. 「적대자의 처벌」
31. 「결혼(또는 즉위식)」

일곱 가지 행동영역
1. 주인공 (hero)
2. 악당(villain)
3. 후원자(doner)
4. 조력자(helper)
5. 공주나 찾아내어야 할 것, 그리고 그녀의 아버지(princess or prize, and her father)
6. 파견자 (dispatcher)
7. 가짜 주인공(false hero)

## 같이 보기
- 조지프 캠벨